# Tegula regina
Tegula regina é uma espécie de molusco gastrópode marinho pertencente à família Tegulidae (antes entre os Trochidae). Foi classificada por Stearns, em 1892. É nativa do nordeste do oceano Pacífico, em águas rasas da costa oeste da América do Norte.

## Descrição da concha e hábitos
Concha cônica de até 6.5 centímetros, em sua base com umbílico fechado e de coloração laranja forte; com 6 a 7 voltas completas e com relevo de esculpidas linhas longitudinais angulosas e pouco onduladas, tornando sua superfície fortemente estriada. É recoberta por um perióstraco enegrecido que, quando retirado, revela a sua superfície de coloração creme a amarelo-alaranjada. Columela ondulada. Lábio externo fino, em ângulo suave. Sua base é côncava e também fortemente estriada, com a área superior da abertura em coloração amarela. Interior claramente nacarado. Opérculo córneo, marrom, dotado de círculos concêntricos como relevo.
É encontrada em águas rasas, na zona nerítica, principalmente em áreas rochosas com algas, pois é espécie herbívora.

## Distribuição geográfica
Tegula regina ocorre na costa oeste da América do Norte, entre o sul da Califórnia (EUA) e o golfo da Califórnia (no México, região da península da Baixa Califórnia).